# Енецька мова
Енецька мова — північно-самодійська мова, якою розмовляють енці. Станом на 2010 рік, носіїв енецької мови налічувалося близько 40 осіб, а самих енців — 230. Знаходиться на межі зникнення.

## Абетка
| А а | Б б | В в | Г г | Д д | Е е | Ё ё | Ԑ ԑ |
| Ж ж | З з | И и | Й й | К к | Л л | М м | Н н |
| Ӈ ӈ | О о | П п | Р р | С с | Ҫ ҫ | Т т | У у |
| Ф ф | Х х | Ц ц | Ч ч | Ш ш | Щ щ | Ъ ъ | Ы ы |
| Ь ь | Э э | Ю ю | Я я |     |     |     |     |